# Boris Pinhasovič Tomaševskij

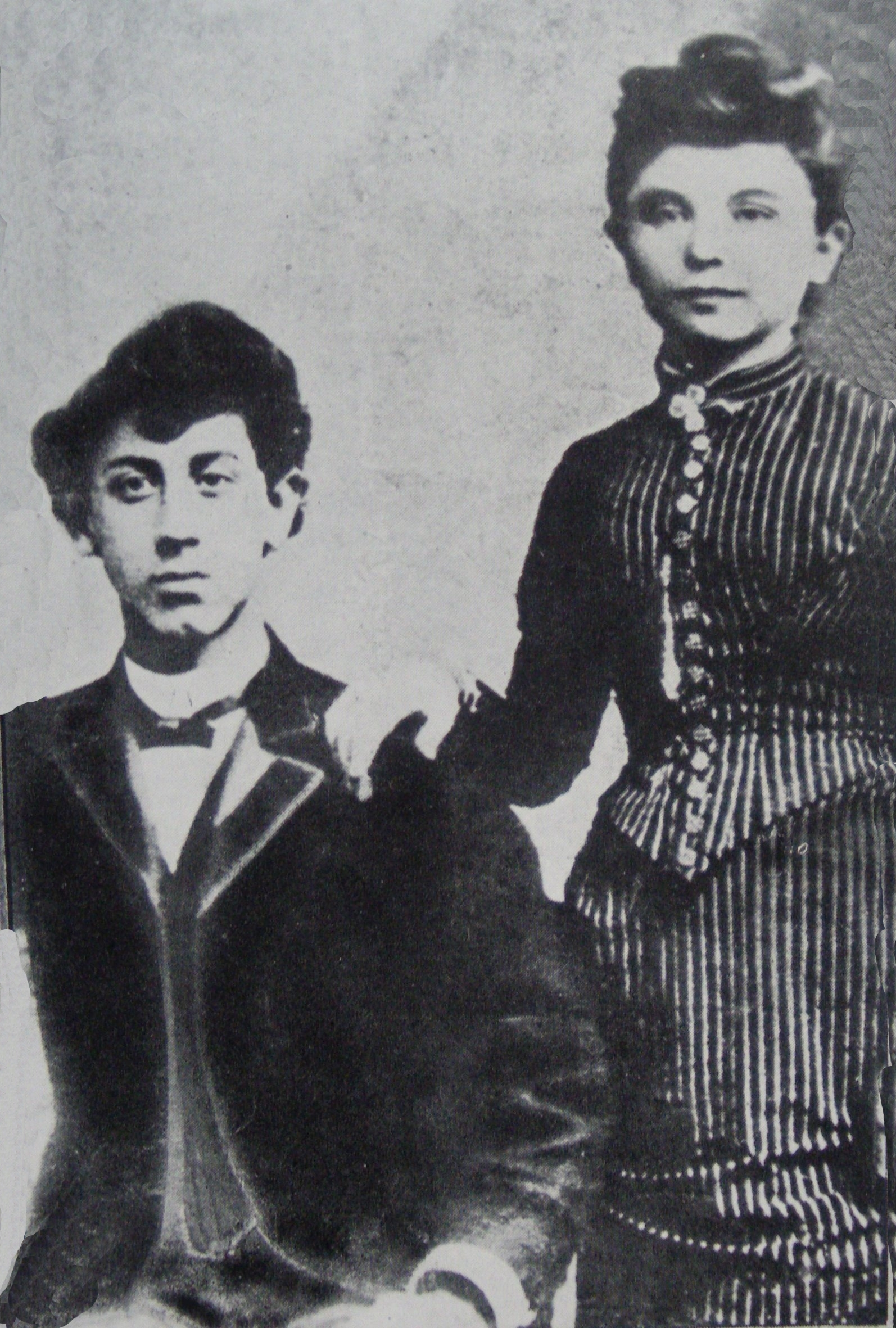
Boris e BessieTomaševskij, la foto del loro fidanzamento

Boris Pinhasovič Tomaševskij, a volte scritto Thomashevsky, Thomaschevsky, (in russo Борис Пинхасович Томашевский?, in yiddish: באָריס טאָמאשעבסקי; Osytnyazhka, 12 maggio 1868 – Manhattan, 9 luglio 1939), è stato un cantante, attore, editore ed educatore ucraino naturalizzato statunitense ebreo, che diventò una delle più grandi star del teatro yiddish.

## Biografia
Tomaševskij nacque a Ositniashka (Оситняжка) un villaggio nel Governatorato di Kiev nell'Impero russo e crebbe nella vicina città di Kamianka (oggi nell'Oblast di Cherkasy, in Ucraina). All'età di 11 anni partì per Berdichev (Berdyčiv, Ucraina), dove si formò come meshoyrer (cantante corale) nel rinomato coro della sinagoga del cantore Nisan Belzer.
Nel 1881 emigrò con la sua famiglia negli Stati Uniti e solo un anno dopo, ancora adolescente, fu in gran parte protagonista della prima rappresentazione del teatro yiddish a New York, in quello che sarebbe diventato lo Yiddish Theatre District. È stato accreditato come il pioniere dell'intrattenimento Borscht Belt.
Anche se Tomaševskij lasciò la Russia Imperiale in un momento in cui il teatro yiddish era ancora fiorente (fu bandito nel settembre 1883), non lo aveva mai visto in scena prima dello spettacolo del 1882 che aveva riunito a New York. Tomaševskij, che guadagnava un po' di soldi cantando il sabato alla sinagoga di Henry Street nel Lower East Side, lavorava anche come fabbricante di sigarette in una fabbrica di sfruttatori, dove ascoltò per la prima volta le canzoni del teatro yiddish, cantate da alcuni dei suoi compagni di lavoro.
Riuscì a convincere il proprietario di una taverna locale a investire portando alcuni artisti. La prima rappresentazione fu l'operetta yiddish די מכשפה (La strega) di Abraham Goldfaden. Lo spettacolo fu un po' un disastro: gli ebrei tedeschi "dei quartieri alti" bigotti e prosperi che si opponevano al teatro yiddish fecero di tutto per sabotarlo. La carriera teatrale di Tomaševskij è stata lanciata in parte perché parte del sabotaggio consisteva nel corrompere la soubrette nel fingere un mal di gola: Tomaševskij proseguì al suo posto.
Poco dopo l'adolescente Tomaševskij fu il pioniere nel portare il teatro yiddish "on the road" negli Stati Uniti, eseguendo le opere di Goldfaden in città come Filadelfia, Washington, Baltimora, Pittsburgh, Boston e Chicago, tutte negli anni 1880; per gran parte degli anni 1880, Chicago fu la sua base. Dopo che il teatro yiddish fu bandito in Russia, le sue tournée includevano attori di spicco come Siegmund Mogulesko, David Kessler e Jacob Adler, con nuove commedie di drammaturghi come Moses Horowitz.
Nel 1887 a Baltimora incontrò la quattordicenne Bessie Baumfeld-Kaufman, quando tornò nel backstage per incontrare la bella e giovane "attrice" che aveva visto sul palco, solo per scoprire che "lei" era Boris. Bessie presto scappò di casa per unirsi alla compagnia, e alla fine assunse i ruoli ingenui, mentre Boris passava ai romantici protagonisti maschili. Si sposarono nel 1891.
Nel 1891, con Mogulesko, Kessler e Adler tutti impegnati nell'avvio dell'Union Theater, Moishe Finkel riportò l'ancora relativamente sconosciuto Tomaševskij a New York per recitare nel suo National Theatre, dove Tomaševskij divenne un enorme successo popolare nell'operetta  di Moses Halevy Horowitz David ben Jesse per costringere l'Union Theater ad abbandonare temporaneamente la sua programmazione intellettuale e a competere a testa alta.
Dopo che Adler ebbe reclutato Jacob Gordin come drammaturgo e trovato un modo per attirare le masse al teatro serio con The Yiddish King Lear di Gordin, e poi si rivolse all'Otello di Shakespeare, Tomaševskij decise di dimostrare che poteva competere anche su quel terreno e rispose con la prima produzione yiddish dell'Amletodi Shakespeare, in cui, a detta di tutti, si comportò in modo eccellente. La sua produzione di Amleto era più di una semplice traduzione diretta. La storia fu anche modificata per renderla più accessibile a un devoto pubblico ebraico europeo. All'inizio della commedia il giovane Amleto andò al collegio rabbinico, e suo zio sedusse la Regina Madre lontano dal re Amleto, spezzando il cuore del vecchio. Ci sono barzellette settarie sulla comunicazione con gli angeli. Claudio diffonde la voce che il principe Amleto ha ceduto al nichilismo mentre era lontano, ma il suo piano viene scoperto e il traditore viene inviato in Siberia al posto di suo nipote. La commedia finisce presto, con Amleto che sposa cerimonialmente Ofelia al suo funerale e poi muore di crepacuore. Questi tipi di modifiche non erano rari nella scena teatrale in lingua yiddish. Alcuni critici lo vedono come un passo verso l'assimilazione degli immigrati, altri come un passo avanti verso un terreno comune tra i nuovi residenti ed i loro vicini americani. Queste produzioni inaugurarono quella che veniva generalmente vista come la prima grande età del teatro yiddish, centrata a New York e durata approssimativamente fino a una nuova ondata di immigrazione ebraica, nel 1905-1908 ancora una volta fu in voga per la commedia in generale, il vaudeville e le operette leggere, che i Tomaševskij abbracciarono con tutto il cuore, soprattutto nell'esecuzione delle commedie di Leon Kobryn sulla vita degli immigrati.
Altre importanti produzioni di Tomaševskij comprendevano le versioni yiddish de La capanna dello zio Tom, il Faust di Goethe e, per quanto improbabile possa sembrare, il Parsifal di Wagner. Secondo la Jewish Virtual Library, in un adattamento di Amleto chiamato Der Yeshiva Bokher (Lo studente Yeshiva), "uno zio malvagio diffama la reputazione di un candidato rabbinico definendolo un nichilista e il giovane muore di crepacuore". Non dicono però se questa fosse la produzione che si scontrò con l'Othello di Adler/Kessler.
Nel 1910 Tomaševskij possedeva una casa di 12 stanze su Bedford Avenue a Brooklyn, oltre a un bungalow sul mare e 8 ettari a Hunter, New York, che includevano un teatro all'aperto, i Tomaševskij's Paradise Gardens. Ciascuno dei suoi tre figli aveva un cavallo arabo.
Ma nel 1915 Tomaševskij dichiarò bancarotta, elencando beni per $21.900 e debiti per $76.297,65.
Nel 1935, alla fine della sua carriera, Tomaševskij fu attore/cantante nel film yiddish Bar Mitzvah di Henry Lynn, in cui interpretò un ruolo melodrammatico con gusto e coprodusse il film. Cantò Erlekh Zayn (Sii virtuoso), una canzone di una commedia yiddish del 1924, Bar Mitzvah.
Con sua moglie, l'attrice Bessie Thomashefsky, ebbe tre figli e una figlia che morì quando aveva sei anni. Il terzo figlio, Theodore, cambiò il suo nome in Ted Thomas e divenne direttore di scena. Uno dei figli di Ted Thomas è il noto direttore d'orchestra Michael Tilson Thomas. Il primo figlio, Harry, continuò a dirigere il film The Yiddish King Lear (1935), sotto gli auspici del Federal Theatre Project, e in seguito si è trasferito con sua madre a Los Angeles. Il secondo figlio, noto come Mickey, ebbe relazioni con due donne contemporaneamente, che portarono a un drammatico tentativo di omicidio/suicidio nel 1931, che ricorda la famigerata relazione del 1904 di sua zia Emma Thomashefsky Finkel. Sia Mickey che sua zia Emma rimasero paralizzati dai tentativi di omicidio da parte di compagni gelosi ed entrambi morirono successivamente per complicazioni legate alle loro ferite; Emma, molti anni dopo, nel 1929, e Mickey, cinque anni dopo, nel 1936. Boris Thomashefsky ha avuto una relazione a lungo termine con l'attrice yiddish Regina Zuckerberg, che si è modellata su Bessie nell'abbigliamento, nel linguaggio, nello stile e nella recitazione, tranne che lei aveva vent'anni di meno. Ciò causò una separazione tra Boris e Bessie, che continuarono entrambi a carriere di successo ma separate, fino a quando Boris divenne povero negli anni '30.
Entrambi i Tomaševskij hanno fatto molto per plasmare il mondo del teatro moderno dalle follie di Broadway e hanno fatto nascere molti attori, compositori e produttori che iniziarono a possedere teatri e studi cinematografici. Anche i fratelli Gershwin iniziarono con i Tomaševskij. I Tomaševskij furono anche importanti nell'affrontare le controverse questioni sociali dell'epoca e nell'insegnare ai Greenhorn come essere americani. Non solo fondarono teatri e società di produzione, ma ebbero case editrici e molte altre avventure imprenditoriali di successo. Boris Tomaševskij fondò e finanziò persino un esercito ebraico che inviò in Israele e da lui prese il nome. L'unità in seguito divenne un'unità dell'esercito britannico.
Tomaševskij è sepolto con la moglie nella sezione teatrale yiddish del Cimitero ebraico di Mount Hebron; infatti lei, sebbene separata da lui nel 1911, non divorziò mai.
Nel terzo film dei fratelli Marx, Monkey Business, Groucho Marx (nel difendere il suo diritto di nascondersi nell'armadio di un gangster) esclama: "Questo è quello che hanno detto a Thomas Edison, potente inventore, Thomas Lindbergh, potente aviatore, e a Tomaševskij, "potente come una rosa"!" Un tributo è stato anche pagato nel film di Mel Brooks del 1968 The Producers, quando Max Bialystock (Zero Mostel) attribuisce il suo acume come produttore di Broadway alla tutela del "grande Boris Thomashefsky"; la linea è presente anche nelle versioni musical e film musical, nella canzone "The King of Broadway".
Nel 2011 Shuler Hensley interpretò Boris Tomaševskij in The Thomashefskys: Music and Memories of a Life in the Yiddish Theatre, uno spettacolo teatrale che celebra i Tomaševskij e la musica del teatro yiddish americano ospitato dal nipote, il direttore d'orchestra Michael Tilson Thomas. Lo spettacolo è andato in onda sulla serie della PBS Great Performances nel 2012.

## Opere
- 'The Broken Violin (1918), musica di Joseph Rumshinsky[22]